# Ted Hufton
 (juin 2012).
Si vous disposez d'ouvrages ou d'articles de référence ou si vous connaissez des sites web de qualité traitant du thème abordé ici, merci de compléter l'article en donnant les références utiles à sa vérifiabilité et en les liant à la section « Notes et références ».
Arthur Edward Hufton (né le 25 novembre 1892 à Southwell, Nottinghamshire, mort le 2 février 1967), plus connu sous le nom de Ted Hufton, est un ancien gardien de football international anglais qui a joué six fois pour son pays.

## Biographie
Il commence sa carrière de joueur à Atlas and Norfolk Works à Sheffield, avant de devenir un joueur de Sheffield United.
Il est transféré à West Ham United en 1915 contre une indemnité de 350 livres sterling et joue au club jusqu'à 1932, devenant une légende des Hammers. Il réalise 456 apparitions pour West Ham, dont 54 durant la première Guerre mondiale, et a même joué comme arrière droit pour quelques-uns de ses matchs.
Il fait partie de l'équipe de West Ham choisit par la Football League pour la première fois en 1919, et participe à la promotion du club en première division lors de la saison 1922-1923. Il est également présent lors de la célèbre finale de la Coupe d'Angleterre 1923, la première disputée dans le Wembley Stadium.
Ted Hufton réalise ses débuts internationaux contre la Belgique le 1er novembre 1923, match qui se termine sur le score de 2-2. Lors de son troisième match avec l'équipe d'Angleterre, il est, avec une équipe de bons joueurs comme Dixie Dean, Roy Goodall et Joe Bradford, battu à domicile 5-1 par l'Écosse. Cela a probablement affecté sa carrière internationale, même s'il est considéré comme le meilleur gardien du monde par beaucoup. Hufton joue pour la dernière fois sous le maillot anglais le 15 mai 1929 lors d'une défaite contre l'Espagne 4-3.
Ted Hufton finit sa carrière de joueur avec Watford.